# 和辻倫理学
和辻倫理学（わつじりんりがく）は、和辻哲郎が展開した倫理学の体系を指す呼称。日本思想史の研究を基盤に構築された和辻の倫理学の体系は、西田幾多郎の西田哲学と並び、日本人による独自の哲学体系として21世紀に入り新たに研究されている。

## 分類
和辻の倫理学を主題とした著作群は、大まかに言って2種の系統へと以下分類ができる。
原理的著作群
この系統では、ハイデッガーや西田幾多郎の哲学を参照しつつ、倫理の普遍的基礎とされる「間柄」概念が展開される。
- 『人間の学としての倫理学』岩波全書、のち岩波文庫、岩波書店「全集」
- 『倫理学』岩波書店 全3巻（改版全2巻、のち「全集」版も）、新版 岩波文庫 全4巻

解釈学的著作群
この系統では、原理的著作群で展開された「間柄」という概念を日本思想史に応用し、具体的な文脈によって日本の倫理を正統化しようとする試みがなされている。『古事記』『日本書紀』から江戸の国学に至るまでのテクストが解釈学の手法を用いて丹念に分析される。
- 『日本古代文化』
- 『日本精神史研究』正続
- 『尊皇思想とその伝統』
- 『日本倫理思想史』

## 特色
和辻倫理学の特色は、以上に挙げた2つのレヴェルが渾然とからみ合い、原理的に探求された倫理学がそのまま具体的な歴史へと融合されてゆくところに求められるだろう。その特色は同時に、日本こそがもっとも倫理的な共同体であるという主張へと直結する危険もはらんでいる。
言い換えれば、和辻倫理学は、観念構成ではなくして、現実人生の実態を解釈学的に理解することが目的であったと言えるだろう。すなわち、和辻は倫理を「人間共同態の存在根柢すなわち人間存在の理法」(『倫理学』上)であると規定した。